# Canton de Noisy-le-Grand
Le canton de Noisy-le-Grand est une circonscription électorale française située dans le département de la Seine-Saint-Denis et la région Île-de-France.
À la suite du redécoupage cantonal de 2014, le nombre de communes du canton reste inchangé.

## Histoire
Le canton de Noisy-le-Grand est créée par le décret du 20 juillet 1967, lors de la constitution du département de la Seine-Saint-Denis. Il comprenait les communes de Noisy-le-Grand et de Gournay-sur-Marne.
Un nouveau découpage territorial de la Seine-Saint-Denis entre en vigueur à l'occasion des premières élections départementales suivant le décret du 21 février 2014. Les conseillers départementaux sont, à compter de ces élections, élus au scrutin majoritaire binominal mixte. Les électeurs de chaque canton élisent au conseil départemental, nouvelle appellation du conseil général, deux membres de sexe différent, qui se présentent en binôme de candidats. Les conseillers départementaux sont élus pour 6 ans au scrutin binominal majoritaire à deux tours, l'accès au second tour nécessitant 12,5 % des inscrits au 1er tour. En outre, la totalité des conseillers départementaux est renouvelée. Ce nouveau mode de scrutin nécessite un redécoupage des cantons dont le nombre est divisé par deux avec arrondi à l'unité impaire supérieure si ce nombre n'est pas entier impair, assorti de conditions de seuils minimaux. En Seine-Saint-Denis, le nombre de cantons passe ainsi de 40 à 21.
Le nouveau canton de Noisy-le-Grand est identique à l'ancien. Il est entièrement inclus dans l'arrondissement de Le Raincy. Le bureau centralisateur est situé à Noisy-le-Grand.

## Représentation

### Représentation de 1967 à 2015
| Période      | Période               | Identité          | Étiquette        | Qualité |
| ------------ | --------------------- | ----------------- | ---------------- | --- |
| 1967         | 22 avril 1977 (décès) | Marius Serelle    | DVD              | Surveillant puis surveillant général à la Compagnie des eaux (retraité) Maire de Noisy-le-Grand (1965 → 1977) |
| 19 juin 1977 | 1979                  | Roger Morel       | UDF-PR           | |
| 1979         | 1985                  | Sergine Adam      | PCF              | Adjointe au maire de Noisy-le-Grand                                                                           |
| 1985         | 1998                  | Françoise Richard | RPR, puis UDF-PR | Agent d'assurances Maire de Noisy-le-Grand (1984 → 1994)                                                      |
| 1998         | 2015                  | Emmanuel Constant | PS               | Adjoint au maire de Noisy-le-Grand Vice-président du conseil général                                          |

### Représentation depuis 2015
| Période élective | Période élective | Mandat | Mandat   | Identité          | Nuance | Nuance | Qualité |
| ---------------- | ---------------- | ------ | -------- | ----------------- | ------ | ------ | --- |
| 2015             | 2021             | 2015   | 2021     | Emmanuel Constant |        | PS     | Adjoint au maire (1995 → 2015), puis conseiller municipal de Noisy-le-Grand Vice-président du conseil départemental (2015 → ) |
| 2015             | 2021             | 2015   | 2021     | Frédérique Denis  |        | EELV   | Conseillère municipale de Noisy-le-Grand (2008 → 2015)                                                                        |
| 2021             | 2028             | 2021   | en cours | Emmanuel Constant |        | PS     | Conseiller sortant |
| 2021             | 2028             | 2021   | en cours | Frédérique Denis  |        | EELV   | Conseillère municipale de Noisy-le-Grand (2020 → 2022) Conseillère départementale déléguée au plan alimentaire territorial    |

### Résultats détaillés

#### Élections de mars 2015
À l'issue du 1er tour des élections départementales de 2015, deux binômes sont en ballottage : Emmanuel Constant et Frédérique Denis (Union de la gauche, 38,81 %) et Eric Allemon et Brigitte Marsigny (Union de la droite, 29,97 %). Le taux de participation est de 40,22 % (16 173 votants sur 40 212 inscrits) contre 36,83 % au niveau départemental et 50,17 % au niveau national. 
Au second tour, Emmanuel Constant et Frédérique Denis (Union de la gauche) sont élus avec 51,38 % des voix et un taux de participation de 39,37 % (7 592 voix pour 15 831 votants et 40 212 inscrits).

#### Élections de juin 2021
Le premier tour des élections départementales de 2021 est marqué par un très faible taux de participation (33,26 % au niveau national). Dans le canton de Noisy-le-Grand, ce taux de participation est de 26,19 % (10 876 votants sur 41 530 inscrits) contre 24,35 % au niveau départemental. À l'issue de ce premier tour, deux binômes sont en ballottage : Emmanuel Constant et Frédérique Denis (Union à gauche avec des écologistes, 33,43 %) et Éric Allemon et Brigitte Marsigny (Union à droite, 30,03 %).
Le second tour des élections est marqué une nouvelle fois par une abstention massive équivalente au premier tour. Les taux de participation sont de 34,36 % au niveau national, 26,47 % dans le département et 30,85 % dans le canton de Noisy-le-Grand. Emmanuel Constant et Frédérique Denis (Union à gauche avec des écologistes) sont élus avec 50,16 % des suffrages exprimés (6 041 voix pour 12 814 votants et 41 543 inscrits), soit une avance de 38 voix sur le binôme UDI de Brigitte Marsigny et Éric Allemon,,.
Le 3 janvier 2022, le tribunal administratif de Montreuil a rejeté le recours de Brigitte Marsigny et Éric Allemon, qui alléguaient que la polémique électorale aurait porté atteinte à la sincérité du scrutin.

## Composition
La composition du canton de Noisy-le-Grand reste inchangée avec le redécoupage cantonal. Il comprend deux communes entières,.
| Nom                                    | Code Insee | Intercommunalité         | Superficie (km2) | Population (dernière pop. légale) | Densité (hab./km2) | Modifier                                    |
| -------------------------------------- | ---------- | ------------------------ | ---------------- | --------------------------------- | ------------------ | ------------------------------------------- |
| Noisy-le-Grand (bureau centralisateur) | 93051      | Métropole du Grand Paris | 12,95            | 71 632 (2022)                     | 5 531              | modifier les données · modifier les données |
| Gournay-sur-Marne                      | 93033      | Métropole du Grand Paris | 1,68             | 7 101 (2022)                      | 4 227              | modifier les données · modifier les données |
| Canton de Noisy-le-Grand               | 9314       |                          | 14,63            | 78 733 (2022)                     | 5 382              | modifier les données                        |

## Démographie

### Démographie avant 2015
| 1968   | 1975   | 1982   | 1990   | 1999   | 2006   | 2011   | 2012   |
| ------ | ------ | ------ | ------ | ------ | ------ | ------ | ------ |
| 29 362 | 30 947 | 44 805 | 59 518 | 64 142 | 67 504 | 69 455 | 69 166 |

### Démographie depuis 2015
En 2022, le canton comptait 78 733 habitants, en évolution de +7,09 % par rapport à 2016 (Seine-Saint-Denis : +4,67 %, France hors Mayotte : +2,11 %).
| 2013   | 2018   | 2022   |
| ------ | ------ | ------ |
| 69 497 | 75 004 | 78 733 |